# Catedral de Sant Nicolau d'Estocolm
La Catedral d'Estocolm, coneguda a Suècia com a  Storkyrkan (literalment Gran Església) o  Sankt Nikolai kyrka (Església de Sant Nicolau), és l'església més antiga d'Estocolm i la seu de la diòcesi d'Estocolm. Es troba al barri antic o (Gamla Stan) de la ciutat.
L'església consta per primera vegada en una font escrita en 1279. Després de la reforma protestant, es va convertir en una església luterana el 1527. Es va convertir en catedral quan es va crear la diòcesi d'Estocolm a 1942 a partir de les diòcesis d'Uppsala i de Strängnäs.
L'església, d'una sola torre, està construïda de maó, i té pintats els seus murs de groc amb detalls en blanc. El seu estil original correspon al gòtic del segle xiii, però l'exterior va ser remodelat de manera important en estil barroc al voltant del 1740 per l'arquitecte Johan Eberhard Carlberg.
Hi destaca una imatge de fusta de Sant Jordi i el drac, presumiblement del segle xv. La imatge serveix de reliquiari, ja que conté unes suposades relíquies de Sant Jordi i d'altres sants. A l'església hi ha la pintura més antiga de la ciutat d'Estocolm, de 1520.

## Esdeveniments
- Coronació de Carles XII de Suècia (el 14 de desembre de 1697)
- Coronació d'Ulrica Leonor (el 25 de novembre de 1680).
- Enllaç matrimonial de Victòria de Suècia (el 19 de juny de 2010)

## Galeria

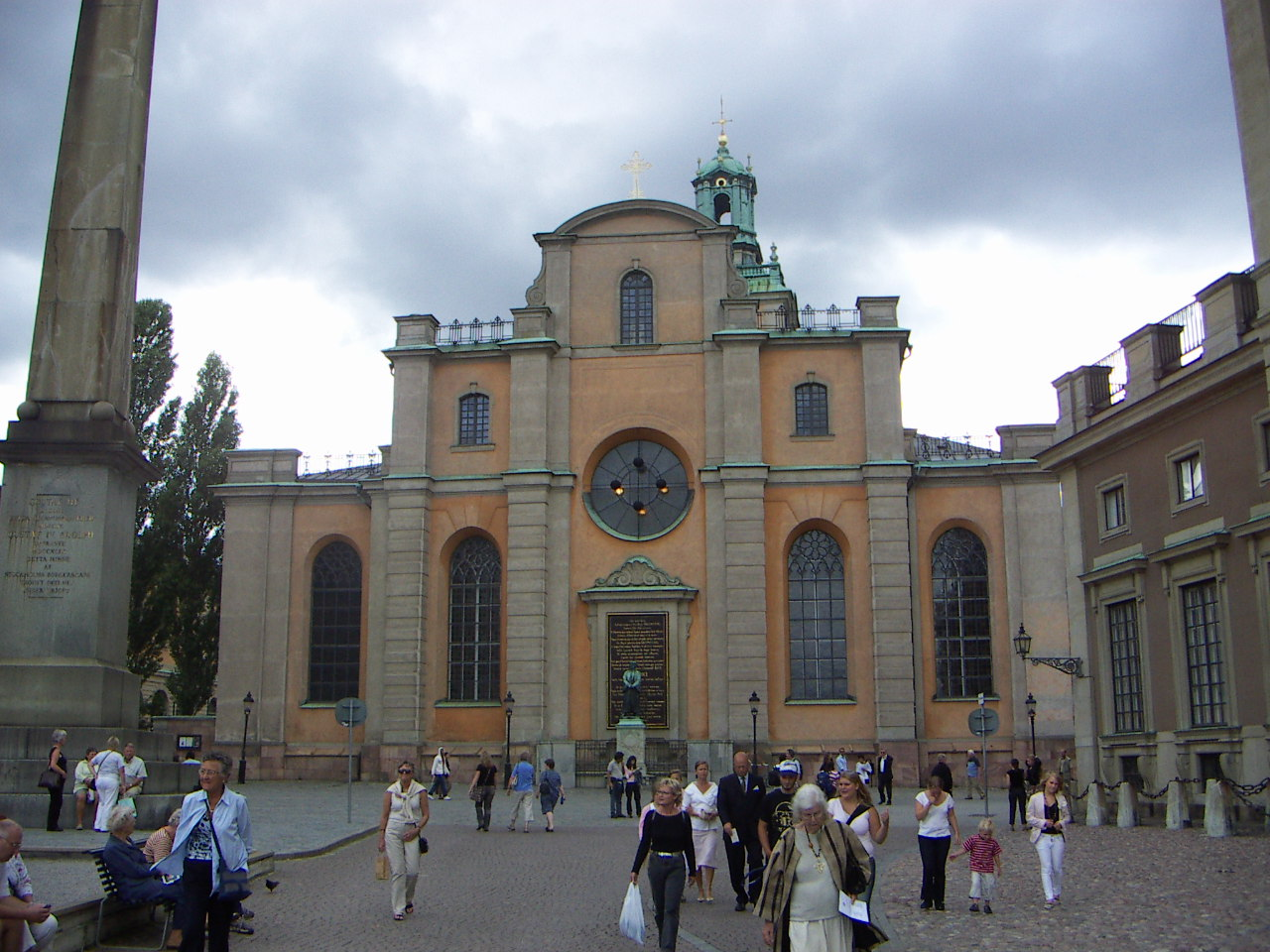
La Catedral d'Estocolm.
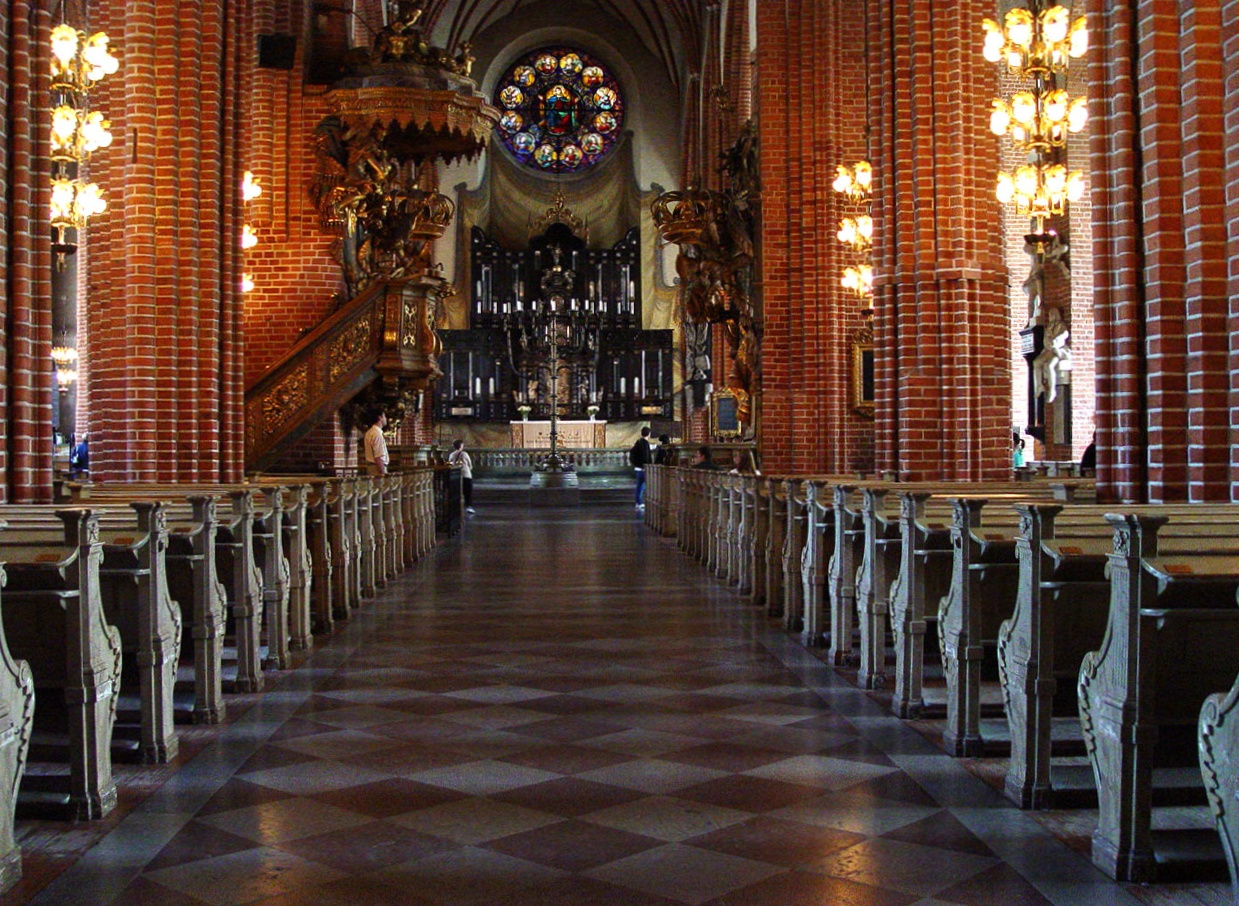
Interior.
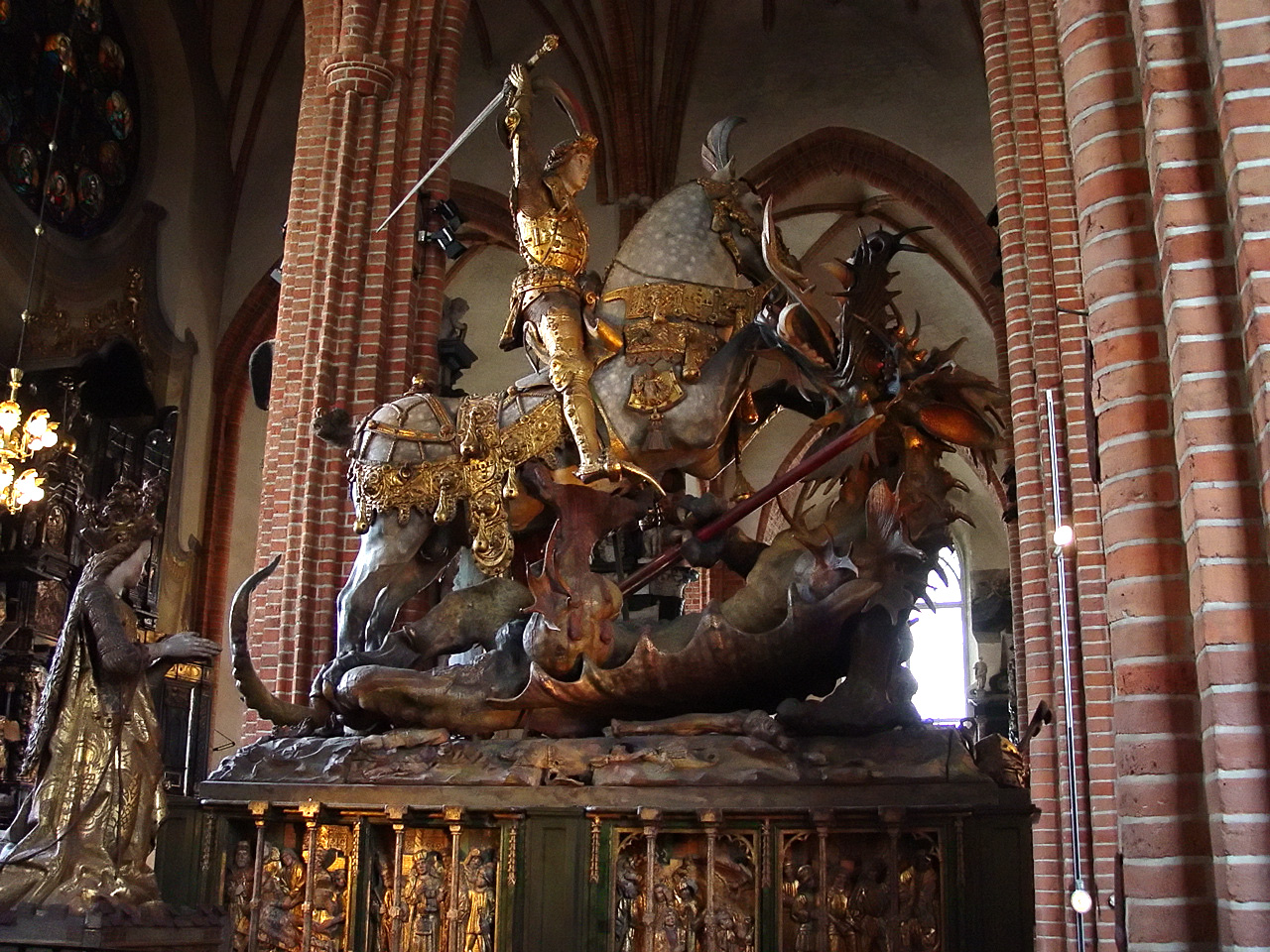
Sant Jordi matant el Drac de Bernt Notke.